# Аис-мол
Аис-мол је молска лествица, чија је тоника тон аис, а као предзнаке има седам повисилица.

## Варијанте лествице
На слици испод се дају видети редом, природна, хармонска и мелодијска аис-мол лествица:
У хармонском молу седми тон при повишењу прелази из гис у гисис (еквивалент тона а), а у мелодијском аис-молу шести тон бива повишен из фис у фисис (еквивалент тона ге).